# All Around the World (canção de Justin Bieber)
"All Around the World" é uma canção do cantor canadense de pop e R&B Justin Bieber em parceria com Ludacris, contida em seu terceiro álbum de estúdio, Believe (2012). Foi composta por Justin Bieber, Ludacris, Nasri, The Messengers e Adam Lambroza, sendo produzida pelos dois últimos. O som composto por Synthpop e dance trouxeram instrumentações similares as canções de Britney Spears, Chris Brown e Usher.
Lançada como segundo single promocional do álbum, a canção recebeu críticas positivas da mídia especializada. Seu conteúdo lírico fala sobre como as pessoas do mundo querem ser amadas. A canção marca a segunda parceria entre Bieber e Ludacris, a primeira foi "Baby" em 2010. Desempenhou-se nas tabelas musicais da Austrália, Holanda, Nova Zelândia e Reino Unido.

## Precedentes e composição
No final de 2011, Bieber confirmou à rede de rádio Capital FM que ele estava gravando material para seu terceiro álbum de estúdio, que originalmente seria lançado no início de 2012. Mais tarde, em entrevista à MTV News, ele revelou que acreditava que iria surpreender as pessoas de maneiras diferentes, já que musicalmente é uma mudança comparando aos seus trabalhos anteriores. "All Around the World" foi escrito e produzido por The Messengers e Lambroza Nolan, enquanto que Bieber e Ludacris, escreveram trechos adicionais. Em 25 de maio de 2012, a versão indomada da faixa vazou online. A capa para o single promocional foi lançado em 4 de junho de 2012, e tem como características Bieber segurando um violão por cima do ombro, de pé sobre a superfície do mundo, enquanto a lua está brilhando atrás dele. No mesmo dia, a faixa foi lançada na iTunes Store através de sua editora discográfica, Island Def Jam.
A faixa dançante incorpora sintetizadores pesados em sua instrumentação e é semelhante aos trabalhos anteriores do produtor David Guetta. Os críticos contemporâneos compararam com as canções de "Till the World Ends" e "Beautiful People", dos artistas Britney Spears e Chris Brown, ambas lançadas em 2011. Liricamente, Bieber canta para sua amada e diz que "em todo o mundo, as pessoas querem ser amadas". A faixa inicia-se com ele cantando: Você é linda, linda/ Você deve saber que/ Eu acho que é hora, acho que é tempo/ Que você mostrá-la", linhas que foram comparados a canção de One Direction, "What Makes You Beautiful" (2011).

## Performances ao vivo
Bieber performou "All Around the World" no Capital FM Summertime Ball 2012. Para a apresentação, ele usou uma luva, com colete e jeans. O cantor também se apresentou durante seus shows promocionais pela Europa, juntamente com "Boyfriend" e "Die in Your Arms". Bieber cantou "All Around the World" e "Boyfriend" no Much Music Video Awards de 2012 em 17 de junho de 2012.

## Lista de faixas
- Download digital[7]

1. "All Around the World" (com participação de Ludacris) – 4:03

## Paradas musicais
"All Around the World" debutou no UK Singles Chart na semana que terminou em 16 de junho de 2012 na trigésima posição. A faixa também estreou na trigésima quarta posição na Austrália, quinquagésima segunda nos Países Baixos e na décima quinta posição na Nova Zelândia.
| País/Parada (2012)                 | Melhor posição |
| ---------------------------------- | -------------- |
| Austrália - ARIA Charts            | 34             |
| Áustria - Ö3 Austria Top 75        | 67             |
| Bélgica - Ultratop (Flandres)      | 49             |
| Brasil - Billboard Brasil Hot 100  | 12             |
| Canadá - Canadian Hot 100          | 10             |
| Espanha - PROMUSICAE               | 35             |
| Estados Unidos - Billboard Hot 100 | 22             |
| Estados Unidos - Digital Songs     | 5              |
| Países Baixos - Dutch Top 40       | 52             |
| Irlanda - Irish Singles Chart      | 31             |
| Japão - Japan Hot 100              | 73             |
| Mundo - World Singles Top 40       | 14             |
| Nova Zelândia - RIANZ              | 15             |
| Reino Unido - UK Singles Chart     | 30             |

| País      | Associação | Certificação | Vendas  |
| --------- | ---------- | ------------ | ------- |
| Dinamarca | IFPI       | Ouro         | 15.000+ |

## Histórico de lançamento
| País           | Data               | Formato          | Distribuidora                  |
| -------------- | ------------------ | ---------------- | ------------------------------ |
| Estados Unidos | 4 de junho de 2012 | Download digital | The Island Def Jam Music Group |